# Municipio de Colony (Misuri)
El municipio de Colony (en inglés: Colony Township) es un municipio ubicado en el condado de Knox en el estado estadounidense de Misuri. En el año 2010 tenía una población de 180 habitantes y una densidad poblacional de 1,95 personas por km².

## Geografía
El municipio de Colony se encuentra ubicado en las coordenadas 40°15′19″N 92°0′40″O / 40.25528, -92.01111. Según la Oficina del Censo de los Estados Unidos, el municipio tiene una superficie total de 92.37 km², de la cual 91,76 km² corresponden a tierra firme y (0,67 %) 0,62 km² es agua.

## Demografía
Según el censo de 2010, había 180 personas residiendo en el municipio de Colony. La densidad de población era de 1,95 hab./km². De los 180 habitantes, el municipio de Colony estaba compuesto por el 91,67 % blancos, el 0,56 % eran afroamericanos, el 7,22 % eran de otras razas y el 0,56 % eran de una mezcla de razas. Del total de la población el 7,22 % eran hispanos o latinos de cualquier raza.